# Dépendance aux médicaments
La dépendance aux médicaments est une forme extrême d’addiction. Les médicaments psycholeptiques, particulièrement les narcotiques, les antidépresseurs, les neuroleptiques, les stimulants dopaminergiques et les benzodiazépines présentent un risque de dépendance physique et psychique. Il s’agit de l'extrême difficulté ou de l'impossibilité pour un patient de baisser ou d'arrêter la prise d’un médicament ou bien de prendre une dose plus forte que celle prescrite afin d’obtenir l’effet souhaité. On parle aussi de toxicomanie médicamenteuse. Cet état peut être un résultat direct du traitement, dans le cas où l'apport bénéfique de la médication est plus important que son effet addictogène ; il peut cependant aussi résulter d'une utilisation abusive, détournée et récréative.
La toxicomanie médicamenteuse est une cause de mortalité souvent égale ou supérieure à la toxicomanie illégale dans les pays développés : les somnifères et anxiolytiques (bien que souvent mêlés à une consommation simultanée d'alcool) sont associés à une surmortalité de 320 000 à 507 000 personnes aux États-Unis en 2010, soit du même ordre de grandeur que le tabac (480 000 morts en 2010).
De même, 49 000 Américains sont morts d'overdose aux opioïdes en 2017, dont la majorité avait découvert les narcotiques via des médicaments produits légalement par l'industrie pharmaceutique. Voir l'article Crise des opioïdes.
Toutefois, l'apparition d'une dépendance ne concerne généralement qu'une minorité de patients pour un médicament donné. 